# Maransis pluto
 Maransis pluto is een wandelende tak uit de familie Bacillidae. De wetenschappelijke naam van deze soort is voor het eerst voorgesteld als Leptynia pluto door James Abram Garfield Rehn in een publicatie uit 1914.
De soort komt voor in Congo-Kinshasa en is voor het eerst ontdekt op het eilandje Kwidschwi in het Kivumeer.